# Lunetterie en France
 (décembre 2022).

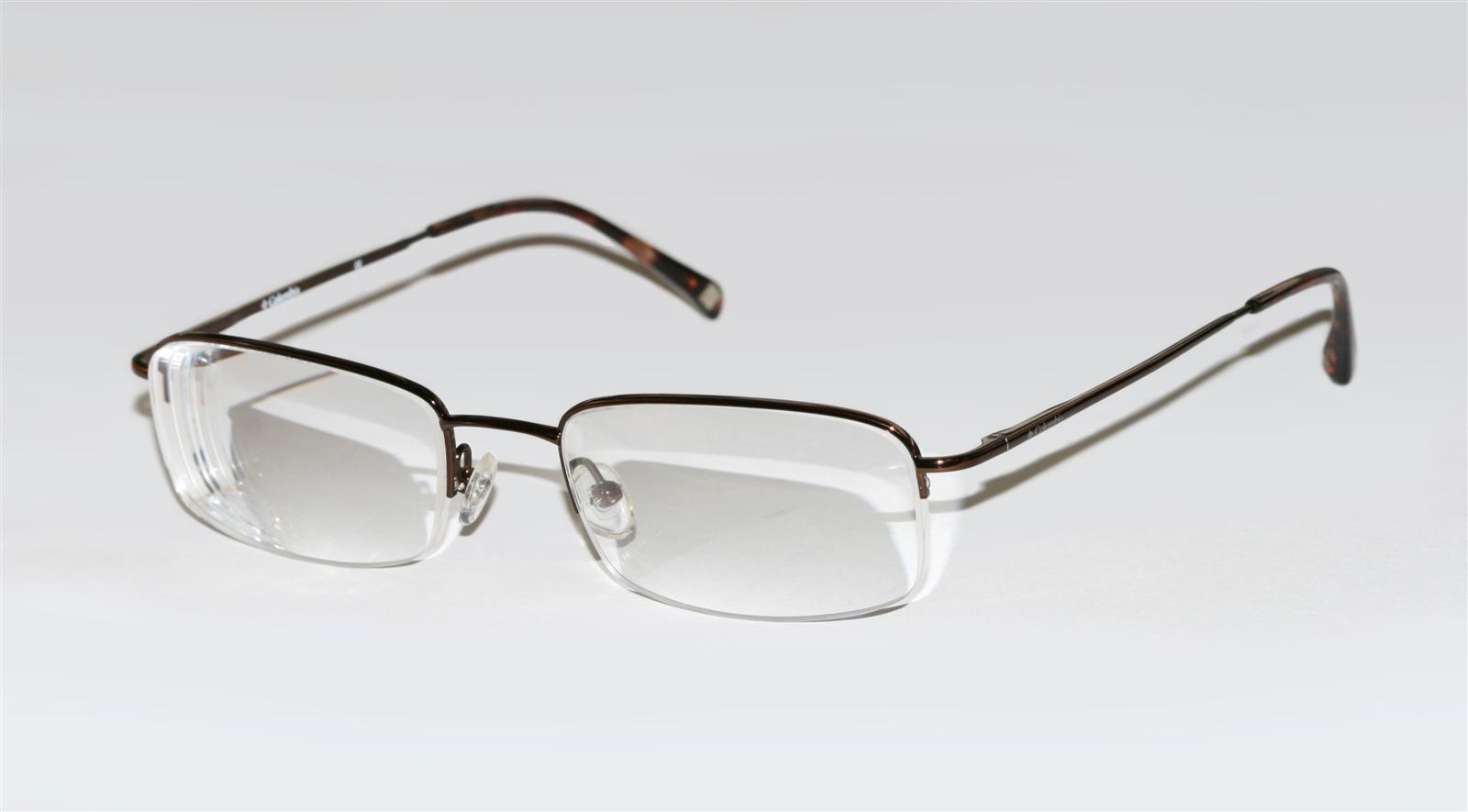

Le terme de lunetterie désigne les techniques et moyens utilisés pour la conception, la fabrication, le commerce, ou la réparation des instruments d'optique, appareils de l'observation visuelle des objets proches ou éloignés, mesure de la vue et appareils de la correction de la vision des personnes.

## Histoire de la lunetterie en France
En France, la profession de lunetier est réglementée par Henri III, qui promulgue en 1581 des statuts des miroitiers-lunettiers. 
À la fin du XVIIIe siècle, le forgeron et négociant Pierre-Hyacinthe Caseaux lance une activité de création de lunettes à montures légères en fil de fer, à Morez. La lunetterie industrielle se développe alors dans le massif du Jura, en raison du savoir-faire en matière de travail du métal dans la région. Cette industrie y emploie une dizaine de milliers de personnes dans les années 1950, mais à la suite de délocalisations qui commencent dans les années 1980, ce nombre tombe à un millier dans les années 2020. En 2020, l'entreprise morézienne Fidela 1820 est placée en redressement judiciaire après 200 ans d'activité, elle ferme ses portes deux ans plus tard.  
La lunetterie jurassienne retrouve toutefois un essor avec le mouvement du « made in France » et la transition écologique. L'école des Meilleurs Ouvriers de France en lunetterie, seule école au monde où est enseignée la fabrication de montures, est créée en 2011 à Morez. 

## Les spécificités du marché
Les lunettes sont à l’origine un produit de santé. Depuis l’après seconde guerre mondiale, les lunettes ont pris pied dans le monde de la mode. Leur utilisation et les enjeux de ce marché sont à la fois médicaux et esthétiques.

### Les lunettes un produit de santé publique

#### La Sécurité Sociale et les mutuelles
En France les lunettes de vue avec des prescriptions ophtalmologiques sont remboursées par le système de Sécurité Sociale et les mutuelles.
La Sécurité sociale et les organismes complémentaires de santé permettent aux adhérents de renouveler leur équipement optique. Les Français renouvellent très peu leurs lunettes, seulement tous les quatre ans en moyenne car le marché de l'optique pose un problème entre le poids des dépenses et le niveau de vie. Sur la période 1996-2007, le niveau de vie des Français a augmenté de 25,9 % alors que la consommation de biens médicaux de la famille « optique, prothèses, petits matériels et pansements » a augmenté de 142 %.
Le prix moyen d’une paire de lunettes équipée de verres simples est de 200 € (100 € la monture et 100 € les verres). Cette moyenne passe à 500 € (100 € la monture et 400 € les verres) quand la monture est équipée de verre progressif. Les Français paient directement de leur poche 45 % du prix des lunettes. Ils paient indirectement les 55 % restant à travers les cotisations pour la Sécurité Sociale (10 %) et les mutuelles (45 %).
Ces chiffres sont des moyennes et ne reflètent pas la situation de chacun. Il faut tenir compte des 7 % de Français qui ne sont pas couverts par une mutuelle. Et rappeler qu’en 2007 la France comptait 8 034 000 personnes pauvres, c’est-à-dire avec un revenu individuel disponible inférieur à 880 euros par mois, ces personnes ne peuvent pas s'offrir des lunettes de vue, c'est un problème de santé publique.

#### Mutation du marché apparition des nouveaux acteurs
L'enjeu est tellement de taille qu'aujourd'hui les plus grandes complémentaires de santé gèrent des réseaux d'opticiens.
| Nom                                            | Personnes protégées | Réseau                                                             |
| ---------------------------------------------- | ------------------- | ------------------------------------------------------------------ |
| Itelis : AXA, Mutuelle mieux-être              | 6 millions          | 1 500 opticiens, 3 300 dentistes, trois enseignes d'audioprothèse. |
| Kalivia : Malakoff Médéric, Harmonie Mutuelles | 6 millions          | 4 600 opticiens, 2 000 audioprothésistes                           |
| Sévéane : Groupama, Pro BTP                    | 6 millions          | 1 500 opticiens, 3 300 chirurgiens-dentistes                       |
| Santéclair : Covea Allianz                     | 5,5 millions        | 1 500 opticiens, 3 200 dentistes, 600 pharmaciens                  |
| MGEN                                           | 3,3 millions        | 1 600 opticiens affiliés, 25 600 dentistes                         |
| Carte Blanche : Swiss Life                     | 2 millions          | Inconnu                                                            |

## Structure économique
La structure économique du marché de l'optique est composée de différents acteurs dans un environnement en croissance. Elle représente un marché qui pèse en France plus de 5,08 Md€ 

### Environnement
Plusieurs moteurs conditionnent l'environnement économique du secteur de la vue et expliquent la croissance du marché :
- La politique de santé publique (campagnes de sensibilisation et de prévention, transferts de compétences des ophtalmologistes aux opticiens).

- Les moteurs sociodémographiques (accroissement du vieillissement de la population, évolution des modes de vie, intérêt croissant pour la santé).

- Offres des OCAM(*) (prise en charge différenciées, crédits santé)

- Offres des industriels et créateurs (innovation technologiques, contrats et licences).

### Évolution du marché dans le temps
|      | Verres | Montures | Lentilles | Solaires | Pdts. lentilles | Autres  | Total |
| ---- | ------ | -------- | --------- | -------- | --------------- | ------- | ----- |
| 2002 | 1,9 %  | -0,2 %   | 6,1 %     | -12,4 %  | -5,4 %          | Inconnu | 0,4 % |
| 2003 | 5,9 %  | 3,1 %    | 9,1 %     | 9,4 %    | 2,4 %           | Inconnu | 5,6 % |
| 2004 | 3,8 %  | Inconnu  | 7,2 %     | -1,7 %   | Inconnu         | Inconnu | 3,5 % |
| 2005 | 2,2 %  | 2,6 %    | 8,1 %     | 2 %      | -1,4 %          | Inconnu | 2,7 % |
| 2006 | 2,3 %  | 1,6 %    | 3,1 %     | 3,4      | 3,6 %           | Inconnu | 2,1 % |
| 2007 | 2,9 %  | 1,9 %    | 2,6 %     | 6,0 %    | -4,1 %          | 2,6 %   | 2,6 % |
| 2008 | 2,3 %  | 3,7 %    | 3,4 %     | 5,4 %    | -1,1 %          | Inconnu | 2,8 % |

Consommation d'optique  

|      | Consommation en valeur | Consommation en valeur | Consommation en volume | Consommation en volume |
|      | Millions               | Croissance             | Indice                 | Croissance             |
| ---- | ---------------------- | ---------------------- | ---------------------- | ---------------------- |
| 2000 | 3 394                  | 14,4 %                 | 100,0                  | 13,9 %                 |
| 2001 | 3 775                  | 14,4 %                 | 110,1                  | 10,1 %                 |
| 2002 | 3 933                  | 4,2 %                  | 113,1                  | 2,7 %                  |
| 2003 | 4 089                  | 4,0 %                  | 114,8                  | 1,5 %                  |
| 2004 | 4 311                  | 5,4 %                  | 118,5                  | 3,3 %                  |
| 2005 | 4 451                  | 3,2 %                  | 120,5                  | 1,5 %                  |
| 2006 | 4 651                  | 4,5 %                  | 125,5                  | 4,3                    |
| 2007 | 4 880                  | 4,9 %                  | 130,7                  | 4,2 %                  |
| 2008 | 5 030                  | 3,1 %                  | 132,6                  | 1,5 %                  |
| 2009 | 5 095                  | 1,3 %                  | 133,7                  | 0,8 %                  |

### Évolution du prix et du pouvoir d'achat
Depuis le début des années 2000, les verres ophtalmiques sont devenus des produits extrêmement sophistiqués qui tendent vers la fabrication sur-mesure. Ils apportent un confort de port et de vision indéniables. Cependant, cette course au perfectionnement représente un coût élevé. Depuis plusieurs années, l’investissement en recherche et développement correspond à 5 % du chiffre d’affaires des verriers. Vendre des verres plus nombreux et sophistiqués nécessite de former de plus en plus de commerciaux, mais aussi de les équiper d’outils d’aide à la vente adaptés et enfin de financer des campagnes publicitaires. Ces coûts additionnels à la recherche et au développement se répercutent sur les prix de vente. En 2007, le prix moyen payé en France pour une paire de verres simples foyers était de 100 €. Le prix moyen d’une paire de progressifs atteignait 400 €. Il est alors difficile de trouver des progressifs à moins de 150 € la paire, et ils dépassent parfois 1 000 €  la paire. A contre courant, certains opticiens proposent des prix plus bas, notamment par le biais de nouveaux réseaux de distribution comme internet ou même en boutique à la suite de la création de Lunettes pour tous par Xavier Niel en 2014.

### Le cadre juridique du marché français
Roselyne Bachelot, ministre de la Santé, par l'intermédiaire de Lucie Dufour, responsable des relations presse et médias de la Direction de l'Hospitalisation et de l'Organisation des Soins du ministère de la Santé et des Sports, a confirmé le vendredi 12 juin 2009 que : 
« La France ne s'oppose pas à la vente sur Internet de produits optique. C'est une voie de distribution, soumise aux mêmes règles que celles applicables aux professionnels installés et exerçant dans des structures. Ces règles visent à garantir la qualité et la sécurité des soins et des prestations de santé. Comme tous les produits de santé vendus sur Internet et en pharmacie, la France impose des règles d'exercice de la profession (diplômes, compétences...), de conseil au patient et de sécurité. Ces règles s'appliquent à tous les professionnels de santé quels que soient les supports de vente ».
Depuis cette annonce les acteurs traditionnels ont vu des acteurs pure players spécialisés dans la vente des lunettes sur internet voir le jour et bénéficier du même système d'assurance que les acteurs traditionnels (notamment l'agrément Sécurité Sociale et mutuelles).

## Distributeurs

### Les distributeurs traditionnels
| Rang | Groupes        | Actionnariat                       | CA consolidé 2006 |
| ---- | -------------- | ---------------------------------- | ----------------- |
| 1    | GrandVision    | EssilorLuxottica                   | 783 Md€           |
| 2    | Optic 2000     | Groupement coopératifs / Adhérents | 352 Md€           |
| 3    | Guildinvest    | La guilde des lunetiers            | 189 Md€           |
| 4    | Alain Afflelou | -                                  | 164 Md€           |
| 5    | Atol           | Groupement coopératifs / Adhérents | 133 Md€           |

### Les distributeurs internet
Avec l'explosion des nouvelles technologies, plusieurs sites internet de vente de lunettes de vue et de soleil ont vu le jour. Certains de ces sites vendent des lunettes complètes, avec verres correcteurs et monture (la monture peut également être fournie par le consommateur). D’autres sites ne vendent que la monture ou que les verres, et dans ce cas la fourniture des verres, le taillage de ceux-ci et le montage sur la monture sont réalisés par un opticien « traditionnel ».